# Goddard P-C

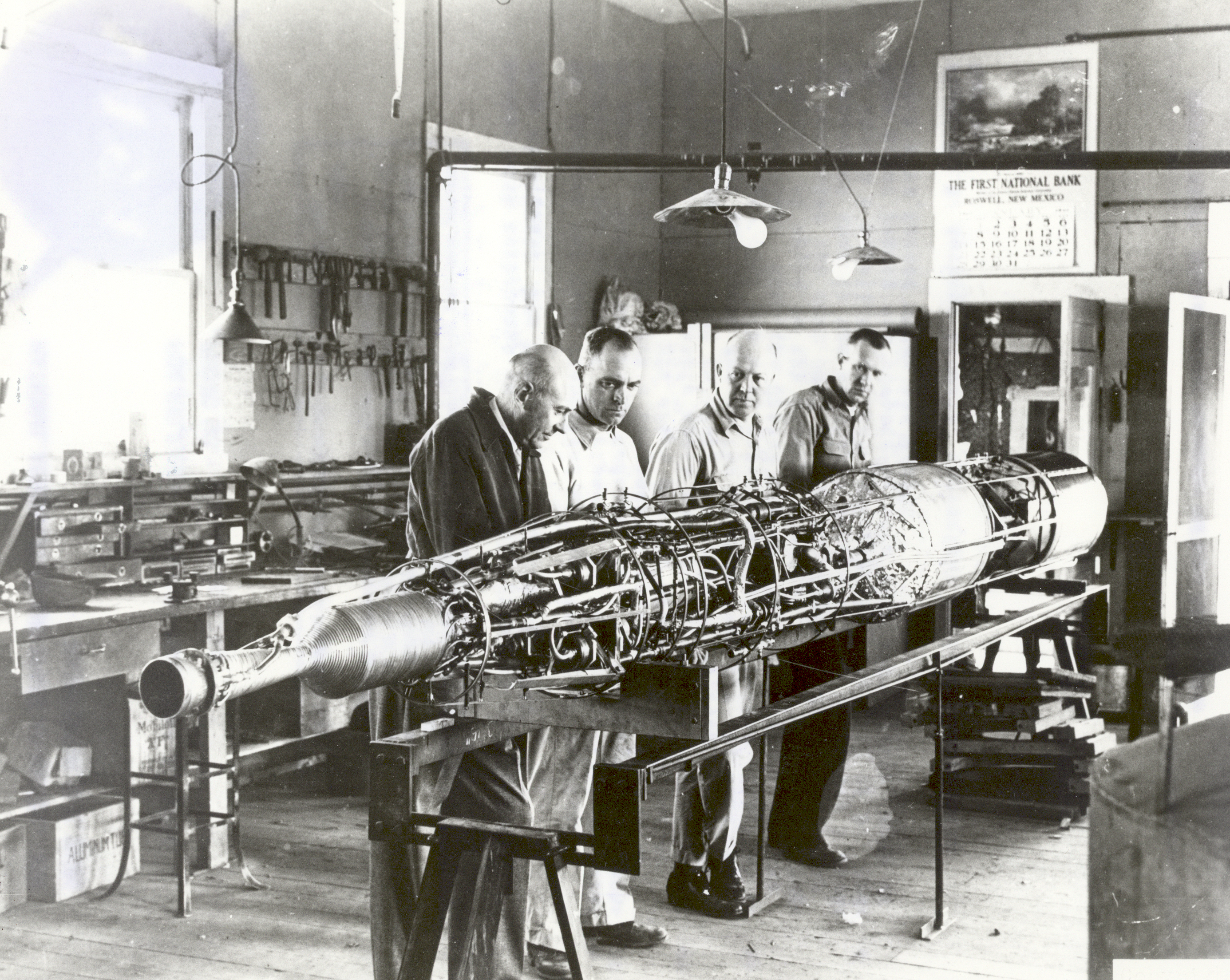
Goddard y sus colaboradores trabajando en un cohete de su creación en 1940.

Goddard P-C es la denominación de una serie de cohetes construidos por Robert H. Goddard entre 1939 y 1941. Fueron las pruebas finales de los cohetes construidos por Goddard. Fueron 24 pruebas entre encendidos estáticos y vuelos. La primera prueba tuvo lugar el 9 de agosto de 1940, y la última el 8 de mayo de 1941.

## Especificaciones
- Longitud: 6,7 m
- Diámetro: 0,46 m
- Peso en vacío: entre 86 kg y 108 kg
- Propulsantes: oxígeno líquido (63 kg) y gasolina (50,7 kg)
- Empuje en despegue: 3,04 kN